# Lotar Eickhoff
Lothar Eickhoff (* 1. September 1895 in Stettin; † 19. September 1970 in Lacco Ameno/Italien) war ein deutscher Verwaltungsjurist und seit 1931 Mitglied der NSDAP.

## Leben
Nach der Teilnahme am Ersten Weltkrieg studierte Lothar Eickhoff Rechtswissenschaften, während des Krieges erlitt er eine Gasvergiftung und hielt sich zwischen 1920 und 1923 in einem Lazarett auf. Ab 1924 war er, nach dem ersten juristischen Examen, Referendar im Kammergerichtsbezirk Berlin. Das zweite juristische Examen bestand er 1928 und wurde anschließend Gerichtsassessor. Von 1929 bis 1933 war Eickhoff als Amtsgerichtsrat in Berlin-Charlottenburg tätig. 1933 wurde er nach kurzer Dienstleistung im preußischen Justizministerium als Oberregierungsrat in das Reichsinnenministerium berufen. Am 26. September 1938 erfolgte seine Ernennung zum Regierungspräsidenten in Aurich, 1942–45 wirkte er in gleicher Funktion in Arnsberg und war daneben auch Mitglied des westfälischen Provinzialrates.
Lotar Eickhoff trat nach eigenen Angaben am 19. September 1931 der NSDAP bei (Mitgliedsnummer 743.174).  Ab 1933 gehörte er der NSV und dem NSRB an. 1938 wurde er Oberbannführer der Hitlerjugend. Nach Kriegsende 1945 wurde er aus dem Dienst entlassen und kurzzeitig interniert. 1949 stufte ihn der Entnazifizierungs-Hauptausschuss des Regierungsbezirks Arnsberg als Belasteten (Aktivist) ein. Er wurde wegen Dienstunfähigkeit mit den Versorgungsbezügen eines Ministerialrats in den Ruhestand versetzt. Ab 1953 war er in Arnsberg als Rechtsanwalt tätig.